# Jason London
Jason Paul London (ur. 7 listopada 1972 w San Diego) – amerykański aktor filmowy i telewizyjny, producent filmowy i muzyk.

## Życiorys

### Wczesne lata
Urodził się w San Diego w Kalifornii jako jeden z bliźniaków pracownika ogólnobudowlanego Franka Londona i kelnerki Debborah (z domu Osborn), ma brata Jeremy’ego. Miał także młodszą siostrę Diedre (ur. 1976), która w 1992 roku tragicznie zginęła w wypadku samochodowym.
Dorastał w Wanette w stanie Oklahoma i DeSoto w stanie Teksas. Kiedy jego matka rozwiodła się z ojcem, rzadko go widywał. Aktorstwem zainteresował się podczas nauki w szkole średniej. Później uczęszczał do szkoły teatralnej w Dallas i występował w lokalnych teatrach.

### Kariera
Mając dziewiętnaście lat wystąpił w dwóch produkcjach kinowych; melodramacie Człowiek z księżyca (The Man in the Moon, 1991) z Reese Witherspoon i dramacie Grudzień (December, 1991) u boku Briana Krause’a. W 1993 roku wystąpił w teledysku zespołu Aerosmith do piosenki „Amazing” z Alicia Silverstone i Liv Tyler. Rola nastolatka Randalla świętującego początek wakacji w komediodramacie Uczniowska balanga (Dazed and Confused, 1993) z udziałem Rory’ego Cochrane’a, Matthew McConaugheya, Milli Jovovich, Anthony’ego Rappa, Joey Lauren Adams, Parker Posey, Bena Afflecka i Renée Zellweger przyniosła mu nominację do Nagrody Młodych Artysty (Young Artist Award).
Wcielił się w główną rolę męską w młodzieżowym horrorze Furia: Carrie 2 (The Rage: Carrie 2, 1999) w reżyserii Katt Shea. Zagrał tytułową postać zwycięskiego księcia Jazona w telefilmie fantasy Hallmark/NBC Jazon i Argonauci (Jason and the Argonauts, 2000). Dwukrotnie spotkał się na planie dramatów z Richmondem Arquette; Skończony ($pent, 2000) jako uzależniony od hazardu aktor Max oraz Sen nocy letniej (A Midsummer Night’s Rave, 2002) z Carrie Fisher opartym na sztuce szekspirowskiej. W filmie Jeffa Fishera Killer Movie (2008) wystąpił u boku Paula Wesleya i Ala Santosa.
Pojawił się także w serialach: HBO Opowieści z krypty (1993), Po tamtej stronie (1995), Warner Bros. Niesamowite opowieści (Night Visions, 2001), CBS Siódme niebo (2003), CBS CSI: Kryminalne zagadki Las Vegas (2004), CBS Zabójcze umysły (Criminal Minds, 2006), ABC Rączy Wildfire (2005–2007), ABC Chirurdzy (2007).
18 lutego 1997 w Las Vegas ożenił się z Charlie Spradling, z którą ma córkę Cooper (ur. 7 listopada 1996). Rozwiedli się w marcu 2006. W listopadzie 2010 zaręczył się z aktorką Karsten Karstens, a 16 lipca 2011 pobrali się w domu rodziców jego żony, Williama i Judith Karstensów, w North Hero. W lutym 2014 rozwiedli się.

## Filmografia

### Filmy fabularne
- 1991: Człowiek z księżyca jako Court Foster
- 1993: Uczniowska balanga (Dazed and Confused) jako Randall ‘Pink’ Floyd
- 1994: Bezpieczne przejście jako Gideon Singer
- 1995: Ślicznotki jako Bobby Ray
- 1996: Gdyby ściany mogły mówić (TV) jako Kevin Donnelly
- 1999: Furia: Carrie 2 (The Rage: Carrie 2) jako Jesse Ryan
- 2000: Jazon i Argonauci (TV) jako Jason
- 2000: Pies Baskerville’ów jako sir Henry
- 2000: Skończony ($pent) jako Max
- 2001: Afera poniżej zera jako Rick Rambis
- 2002: Sen nocy letniej (A Midsummer Night’s Rave) jako Stosh
- 2003: Dracula II: Odrodzenie jako Luke
- 2003: Grind jako Jimmy Wilson
- 2005: Dracula III: Dziedzictwo jako Luke
- 2007: W pogoni za smokiem: Baśń kung-fu jako Jimmy
- 2008: Killer Movie jako Mike

### Seriale TV
- 1993: Opowieści z krypty (Tales from the Crypt) jako Henderson
- 1995: Po tamtej stronie (The Outer Limits) jako Jay Patton
- 2001: Niesamowite opowieści (Night Visions) jako Richard Lansky
- 2003: Siódme niebo jako Sid Hampton
- 2004: CSI: Kryminalne zagadki Las Vegas jako Keith Garbett
- 2005–2007: Rączy Wildfire (Wildfire) jako Bobby
- 2006: Zabójcze umysły (Criminal Minds) jako William Lee
- 2007: Chirurdzy (Grey’s Anatomy) jako Jeff Pope
- 2007–2008: Ocalić Grace jako Randy Matsin
- 2008: Zaklinacz dusz jako dr Ryan Heller
- 2010: Agenci NCIS jako Dwight Kasdan